# الکساندر ژابچینسکی
الکساندر ژابچینسکی (لهستانی: Aleksander Żabczyński؛ ‏ ۲۴ ژوئیهٔ ۱۹۰۰ – ۳۱ مهٔ ۱۹۵۸) بازیگر اهل لهستان و یکی از مشهورترین هنرپیشگان این کشور در دوره میان‌دوجنگ بود.
از فیلم‌هایی که وی در آن‌ها نقش داشته است، می‌توان به سه قلب، نقاب زرین، یک همسر سیاستمدار و دختر ژنرال پانکراتوف اشاره نمود.
وی همچنین برندهٔ جوایزی همچون صلیب شجاعت شده‌است.